# Linde AG
Linde AG sau The Linde Group este un concern internațional, cu sediul în München, domeniul ei principal de activitate fiind „ Gas and Engineering” (producătoare de gaze industriale).
Linde este cel mai mare grup de gaze industriale și inginerie din lume.
Ramura care se ocupa cu tehnica de răcire a fost vândută în anul 2004 firmei Carrier Corporation (UTC).
În anul 2006 preia concernul Linde AG firma britanică The BOC Group pentru finanțarea investiției este vândut compartimentul „Material Handling”.
- Număr de angajați în 2007: 50,485[2]
- Cifra de afaceri în 2007: 12,3 miliarde Euro (8,1 miliarde Euro în 2006)[2]

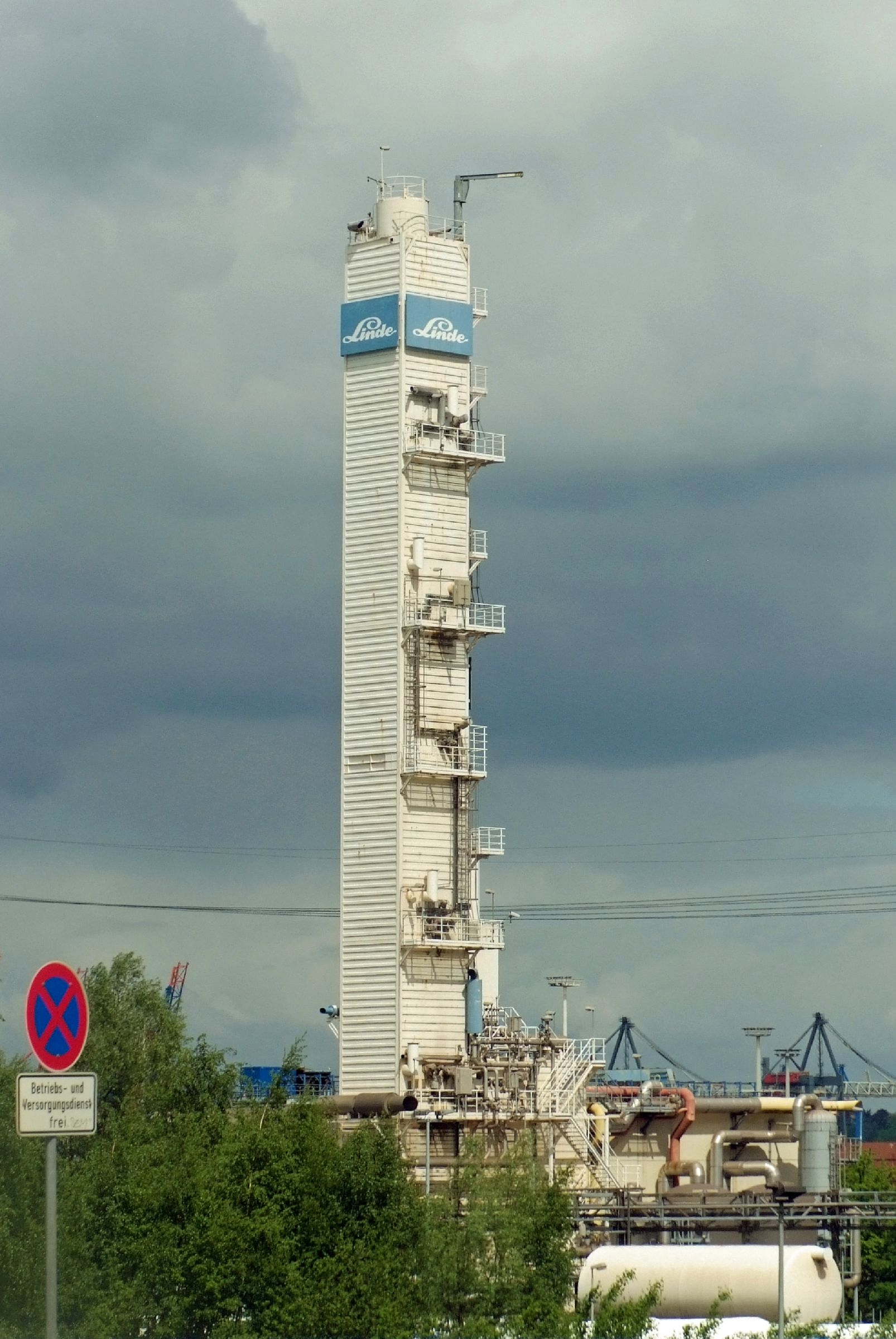
Linde Gas, Hamburg-Wilhelmsburg
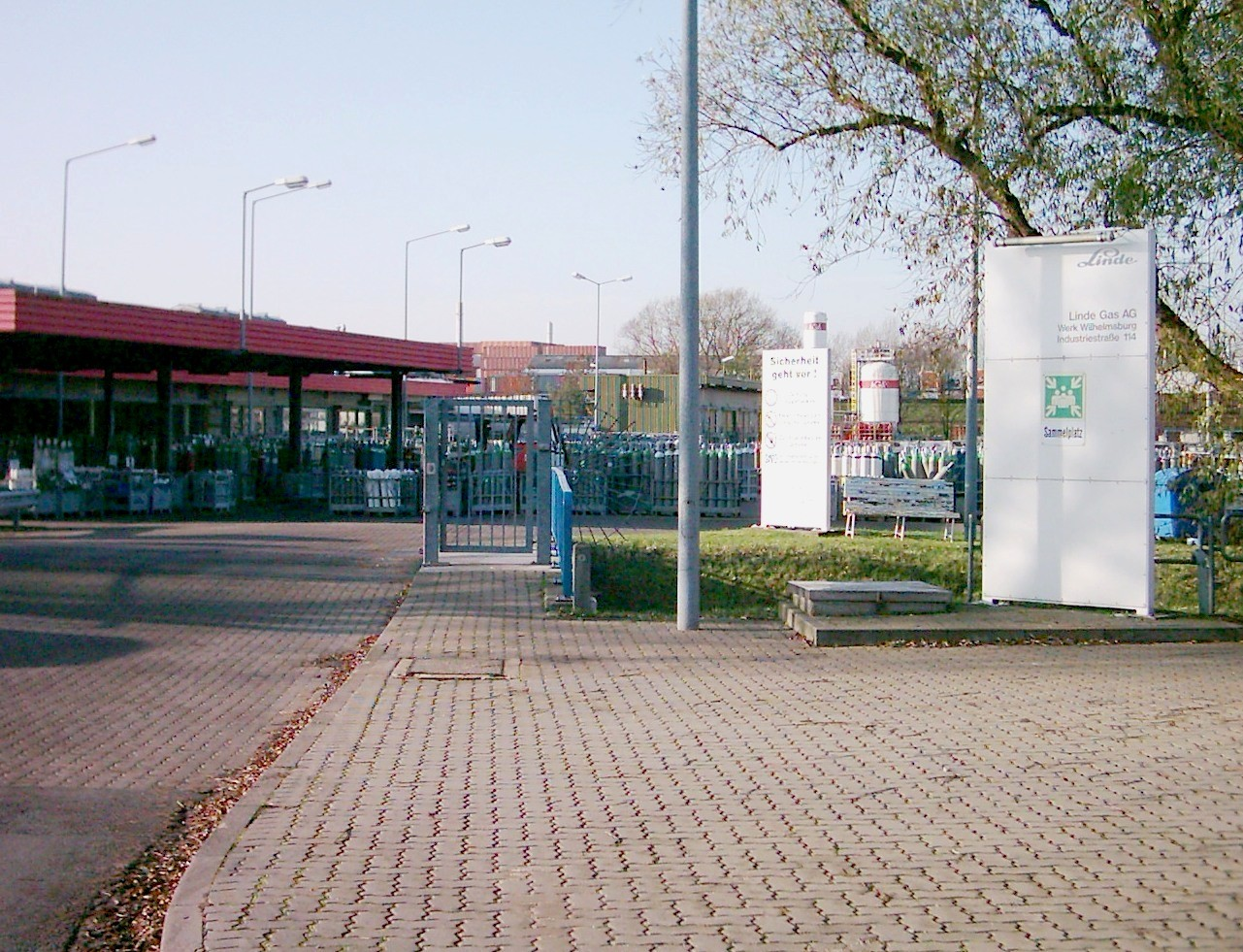
Linde Gas, Hamburg-Wilhelmsburg
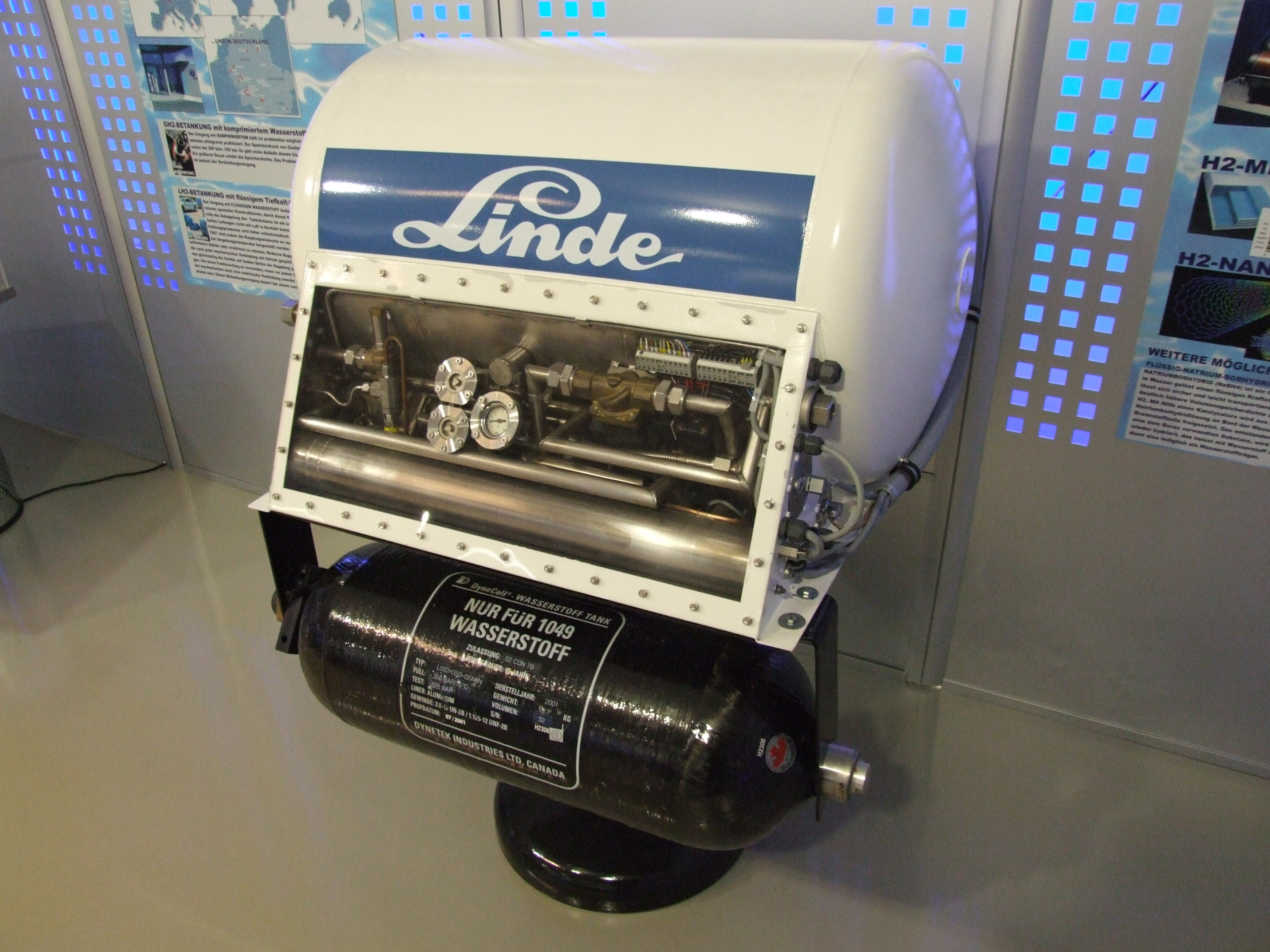
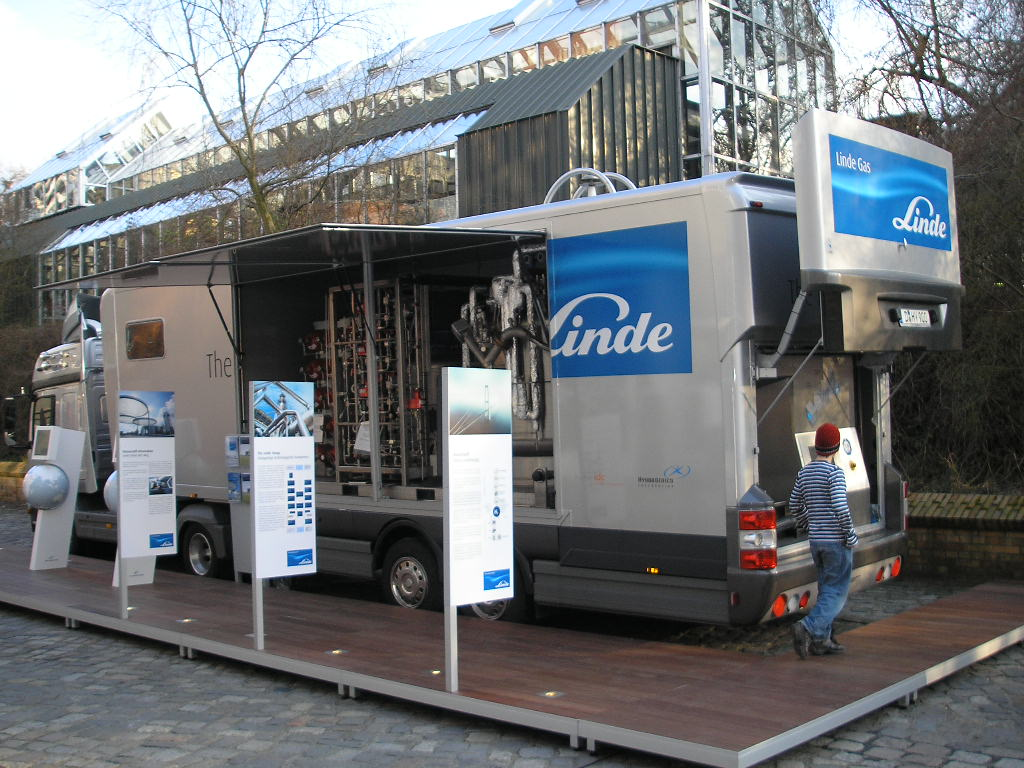
trailH2
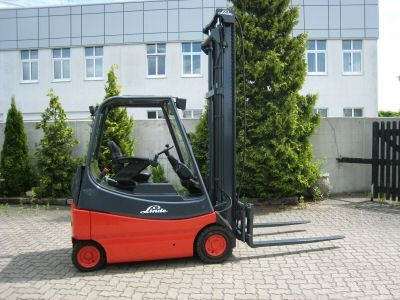
Linde E20